# Église Sant'Arcangelo a Baiano

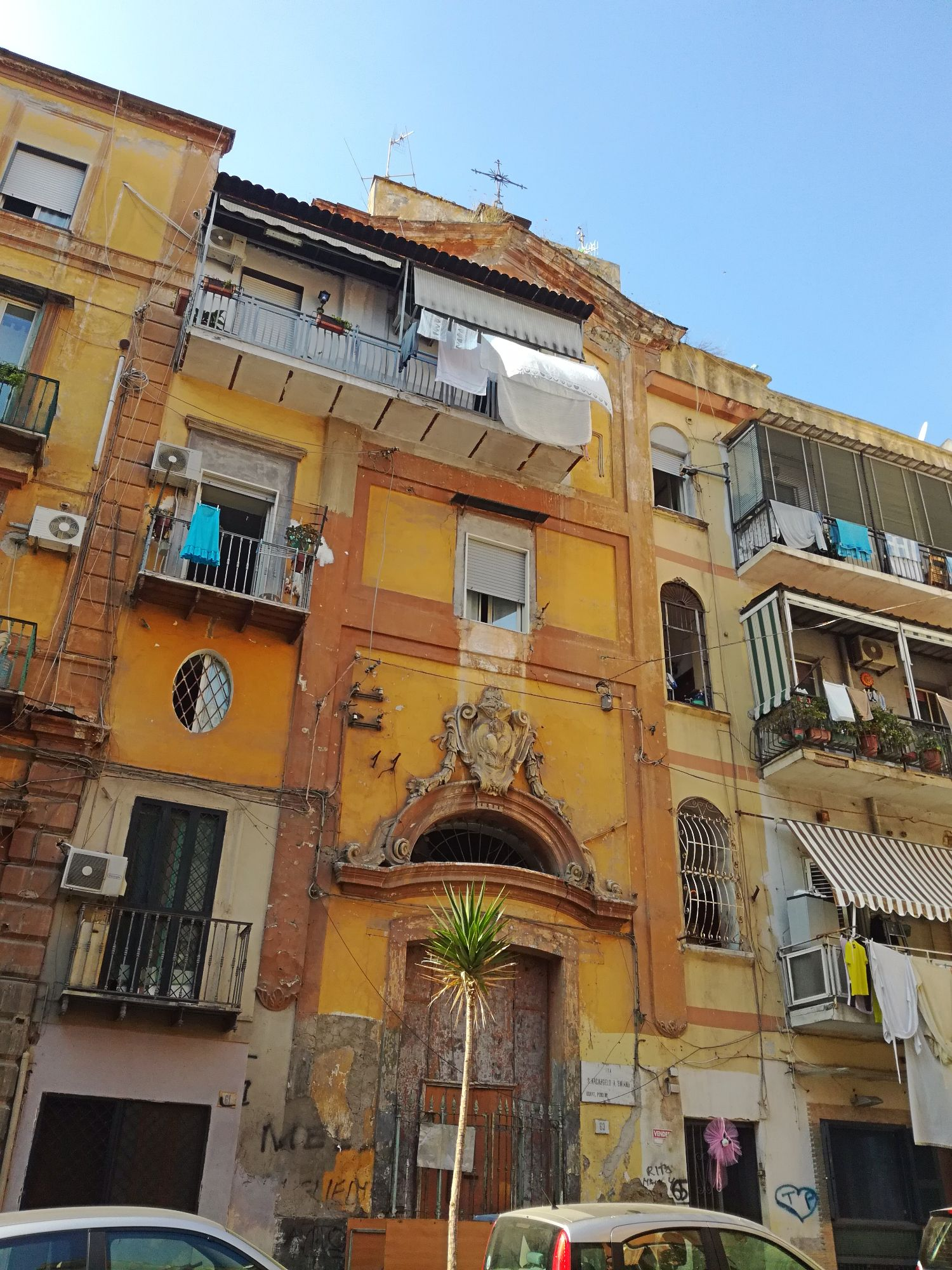
Façade de l'église.

L'église Sant'Arcangelo a Baiano est une église du centre historique de Naples située dans la rue du même nom. Elle est dédiée à saint Michel Archange.

## Histoire
L'église est bâtie avec son monastère attenant au VIe siècle par des moines basiliens, puis l'ensemble passe à des religieuses bénédictines. Il est reconstruit au XIIIe siècle sous Charles Ier d'Anjou, devenant ainsi le premier édifice bâti sous cette dynastie. Le roi donne aux religieuses des reliques attribuées à saint Jean-Baptiste. Selon la tradition, Marie d'Anjou, fille de Robert d'Anjou, s'est retirée au monastère. Celui-ci est supprimé en 1577 pour manquements à la règle. Cela est évoqué par Benedetto Croce et par Stendhal.
L'église est remaniée au XVIIe siècle avec la place faisant office de parvis.

## Description
Aujourd'hui l'ancien édifice monastique est un bâtiment civil qui comprend des appartements et une fabrique de miroirs; on peut distinguer des éléments d'architecture catalane du XVe siècle. La façade est sans aucun ornement.
L'église est à plan central avec des chapelles latérales. Elle est fermée au culte depuis des décennies. Elle conservait des tableaux d'Andrea Fumo. 
L'église a besoin d'une restauration urgente.

## Source de la traduction
- (it) Cet article est partiellement ou en totalité issu de l’article de Wikipédia en italien intitulé « Chiesa di Sant'Arcangelo a Baiano » (voir la liste des auteurs).